# Фраза (музыка)
Фраза (произносится [f/r'́a/za], греч. φράση — предложение, выражение, см. также строфа) в музыке — понятие, которое имеет несколько значений. Оно может обозначать и относительно завершенный мелодический оборот, и законченную музыкальную мысль. Как правило, фраза представляет собой двухмотивное образование и длится 2 метрических такта. Таким образом, простейшая форма фразы — это a+a, где буквой обозначен однотактовый мотив. Также для определения фразы используется понятие «тактовый мотив», предложенное Танеевым.

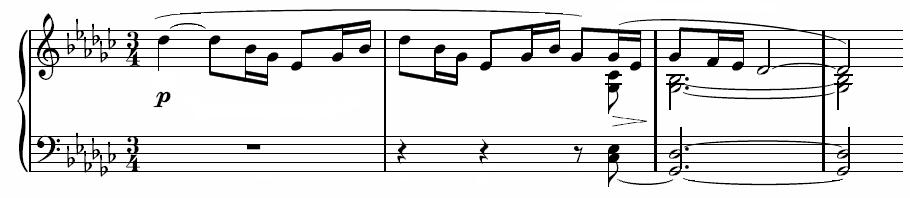
В редких случаях исполнительские лиги могут показать длину фразы в произведении. Однако чаще всего цезура обеспечивается музыкальными средствами, а графическая запись обозначает исполнительские приемы

По определению Г. Заднепровской: «Фраза представляет собой объединение нескольких мотивов, завершающихся остановкой — длинный звук, пауза, повтор»

## Этимология
Термин, сходный с предложением, стихом и т. п., был взят из лингвистического синтаксиса в музыкальный словарь для обозначения «коротких музыкальных единиц разной длины: фраза обычно длиннее мотива, но короче, чем период». То сходство, между музыкальной и лингвистической фразой, что фраза не является предложением (синоним предложения в музыке — музыкальный период), но может его образовывать, также сохранилось.
Фраза — построение сугубо структурное, не имеющее присущей только ей смысловой функции. Фраза может состоять из двух мотивов или двух немотивных образований либо сочетать то и другое. Как и мотив, фраза не связана с определенным способом существования материала, то есть может присутствовать и в экспонировании, и в развитии; по основным признакам она представляет собой построение, промежуточное между мотивом и предложением.

## Современное значение
В музыкальном анализе советского и постсоветского пространства фраза не выделяется как элемент музыкального синтаксиса и рассматривается как составной элемент предложения, близкий к мотиву. Большинство фраз имеет природу, близкую к мотиву, и является чаще всего разновидностью повторного проведения мотива. Для образования фраз существует большое количество композиционных техник, но все они чаще всего сводятся к базовым видам развития музыкального материала:
- повторение
- варьирование
- контраст

Нормативные параметры фразы:
• масштаб — 2 ,4 такта;
• состав — делится на два мотива; две фразы объединяются в предложение;
• способ членения — первая фраза в предложении заканчивается цезурой, второй фразой завершается предложение, и потому у неё в окончании — каданс.
Особое значение фраза приобретает в джазовой музыке, а конкретно в импровизации, где она является основным способом музыкальной коммуникации.
В отличие от мотива, фраза может звучать закончено, но в то же время она не образует и не может образовывать самостоятельных музыкальных построений. Похожая аналогия в языке — это сложноподчинённые предложения или деепричастные обороты.